# Gustaf Dahlgren (ingenjör)
Gustaf Adolf Dahlgren, född 25 oktober 1907 i London, död 1971 i Sala, var en svensk väg- och vattenbyggnadsingenjör. 
Dahlgren, som var son till direktör C.J. Dahlgren och Olga Gabrielsen, utexaminerades från Chalmers tekniska institut 1932. Han anställdes på Stellan Jacobsons ingenjörsbyrå i Göteborg 1934 och inträdde därefter i Fortifikationsstyrelsens tjänst som  byggnadschef i Norrbottens län 1940. Han anställdes på stadsingenjörskontoret i Oskarshamns stad 1943, blev stadsingenjör och hamningenjör i Vaxholms stad 1944 och var stadsingenjör i Sala stad från 1946.